# Distretto di Kasungu
Il distretto di Kasungu (Kasungu District) è uno dei ventotto distretti del Malawi, e uno dei nove distretti appartenenti alla Regione Centrale. Copre un'area di 7878 km² ed ha una popolazione complessiva di 569 581 abitanti (72 ab./km²). Il capoluogo del distretto è Kasungu (ab. 27.754).